# Arnold Wienholt Hodson

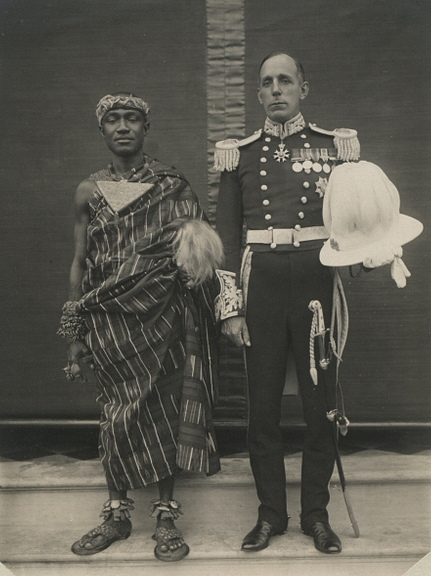
Sir Arnold Hodson mit dem König des Aschantireiches, Asantehene Prempeh II. (1935).

Sir Arnold Wienholt Hodson, KCMG, KStJ (* 21. Februar 1881 in Bovey Tracey, Devonshire, England; † 26. Mai 1944) war ein britischer Kolonialadministrator, der unter anderem von 1927 bis 1931 Gouverneur der Falklandinseln, von 1931 bis 1934 Gouverneur von Sierra Leone sowie von 1935 bis 1941 Gouverneur der Kolonie Goldküste war. Ihm zu Ehren wurden im Überseegebiet Südgeorgien und die Südlichen Sandwichinseln 1930 der Mount Hodson auf Visokoi Island sowie 1931 der Hodson Point in Südgeorgien benannt.

## Leben
Arnold Wienholt Hodson, Sohn von Algernon Hodson und Sarah Wienholt, besuchte die 1564 gegründete Felsted School und trat danach in den Dienst des Kolonialministeriums (Colonial Office). Er fand in folgenden Jahren zahlreiche Verwendungen im Kolonialverwaltungsdienst wie beispielsweise in Transvaal, Betschuanaland und Britisch-Somaliland. Für seine Verdienste wurde er 1922 zum Companion des Order of St Michael and St George (CMG) ernannt. Als Nachfolger von Sir John Middleton übernahm er 1927 das Amt des Gouverneur der Falklandinseln. Auf diesem Posten verblieb er bis 1931 und wurde daraufhin von Sir James O’Grady abgelöst. Während seiner Amtszeit als Gouverneur der Falklandinseln wurden ihm zu Ehren im Überseegebiet Südgeorgien und die Südlichen Sandwichinseln 1930 der Mount Hodson auf Visokoi Island sowie 1931 der Hodson Point in Südgeorgien benannt.
Hodson selbst wiederum wurde 1931 als Nachfolger von Sir Joseph Aloysius Byrne und einer kommissarischen Amtsführung von Claude Edward Cookson (Dezember 1930 bis Juli 1931) im Juli 1931 Gouverneur von Sierra Leone und verblieb in diesem Amt bis zu seiner Ablösung durch Henry Monck-Mason Moore am 17. Juli 1934. Für seine Verdienste wurde er am 1. Januar 1932 als Knight Commander des Order of St Michael and St George (KCMG) nobilitiert, wodurch er fortan den Namenszusatz „Sir“ trug.
Im Anschluss übernahm Sir Arnold Hudson am 24. Oktober 1934 von Sir Shenton Thomas und einer kommissarischen Amtsführung von Geoffry Northcote (13. Mai bis 23. Oktober 1934) die Funktion als Gouverneur der Kolonie Goldküste. Dieses Amt bis zum 24. Oktober 1941, woraufhin George Ernest London kommissarischer Gouverneur und Sir Alan Cuthbert Maxwell Burns im November 1941 neuer Gouverneur wurde. Er engagierte sich zeitweise als Vizepräsident der National Rifle Association of the United Kingdom (NRA) und war zudem auch Knight of Justice des Order of Saint John (KStJ). Er war seit 1928 mit Elizabeth Hay, der ältesten Tochter von Major Malcolm V. Hay, verheiratet.

## Veröffentlichungen
- Trekking the Great Thirst. Travel and Sport in the Kalahari Desert, T.F. Unwin, London 1912
- An Elementary and Practical Grammar of the Galla or Oromo Language, Society for Promoting Christian Knowledge, London 1922
- Seven Years in Southern Abyssinia, T.F. Unwin, London 1927
- Where Lion Reign .An account of lion hunting and exploration in South West Abyssinia, Skeffington and Son Ltd, London 1929